# HMS Niger (J73)
Pour les autres navires du même nom, voir HMS Niger.
 (octobre 2023).
Le contenu est difficilement compréhensible vu les erreurs de traduction, qui sont peut-être dues à l'utilisation d'un logiciel de traduction automatique.
Le HMS Niger (pennant number J73) est un dragueur de mines de la classe Halcyon construit pour la Royal Navy dans les années 1930 et utilisé pendant la Seconde Guerre mondiale

## Construction
Le Niger est commandé le 5 février 1935 pour le chantier naval de J. Samuel White & Company de Cowes sur l'Ile de Wight en Angleterre. La pose de la quille est effectuée le 1er avril 1935, le Niger est lancé le 26 janvier 1936 et mis en service le 4 juin 1936.
Il est parrainé par la communauté civile de Swadlincote dans le Derbyshire , dans le cadre de la Warship Week (semaine des navires de guerre) en mars 1942.
La classe Halcyon est conçue pour remplacer la classe Hunt précédente et varie en taille et en propulsion en fonction de sa construction.
Après la fabrication des 5 premiers Halcyon, une variante de 2 navires dont fait partie ce navire est lancée avec comme principale modification la propulsion. Les navires déplacent 828 t à charge standard et 1 351 t à pleine charge. Ils ont une longueur totale de 74,75 m soit 15 centimètres de moins que la première série, un maître-bau de 10,21 m et un tirant d'eau de 2,7 m.
Ils sont propulsés par deux moteurs à vapeur à expansion verticale à triple expansion (alors que la première série possédait des machines à vapeur verticales compound), chacun entraînant un arbre, utilisant la vapeur fournie par deux chaudières à trois cylindres Admiralty. Les moteurs produisent un total de 2 000 ch (2 700 kW) et donnent une vitesse maximale de 17 nœuds (31,5 km/h). Le Halcyon transporte au maximum 247 t de mazout, ce qui lui donne un rayon d'action de 7 200 milles marins (13 300 km) à 10 nœuds (19 km/h).  L'effectif du navire est composé de 80 officiers et hommes d'équipage.
Cette variante de la 1ère série de la classe Halcyon est armée de deux canons de marine de 4 pouces QF Mk V (102 mm) avec un montage HA Mk.III à angle élevé. Elle est également équipée de huit mitrailleuses Lewis de .303 British (7,7 mm), ainsi que d'un support quadruple pour les mitrailleuses Vickers de 12,7 mm. Plus tard, dans sa carrière, il est rajouté jusqu'à quatre supports simples ou doubles pour les canons antiaérien Oerlikon de 20 mm. Pour le travail d'escorte, son équipement de dragage de mines pouvait être échangé contre environ 40 charges de profondeur.

## Histoire
Mis en service à Devonport le 4 juin 1936. le Niger participe à des exercices dans le Firth of Clyde en juin 1937, puis il navigue vers la Méditerranée occidentale pour des missions de patrouille dans les eaux espagnoles en juillet et août. Il est affecté à Devonport pour le reste de l'année.
En janvier 1938, le Niger est réduit à 2/5 de son équipage et prend le chemin pour un radoub et un réarmement (le canon de 102 en montage HA (angle élevé) est remplacé par un canon de même calibre mais en montage LA (angle faible)). Il passe juin/juillet à visiter les ports de la côte Sud et, en août, il se rend à Copenhague. Avec la 1re Flottille de dragueurs de mines (1st Minesweeping Flotilla ou 1MSF), il passe septembre et octobre au large de la côte Est écossaise. Le Niger est réaménagé à Devonport en avril 1939 et il passe le mois de juin à visiter les ports de la côte Sud après avoir pris part à la recherche du sous-marin Thetis (N25) coulé le 1er juin 1939 dans la baie de Liverpool.

### Seconde Guerre mondiale
En août 1939, le Niger  est affecté dans la 5e Flottille de dragueurs de mines (5th Minesweeping Flotilla ou 5MSF) avec le Halcyon (J42), le Harrier (J71), le Hussar (J82), le Leda (J93), le Salamander (J86), le Gossamer (J63), le Speedwell (J87) et le Sphinx (J69).
Le Niger est à son poste de guerre sur la côte Est lorsque la guerre commence le 3 septembre 1939. Le 7 octobre 1939, alors en cours de sondage de recherche de mines au large de Swarte Bank, en mer du Nord, le navire est légèrement endommagé lorsqu'il subit une attaque par des navires ennemis. Il est attaqué à nouveau par des avions ennemis le 30 janvier 1940 au large d'Invergordon ; 20 bombes sont larguées causant des dommages négligeables au navire, mais blessant trois hommes.
Fin mai 1940, le Niger participe à l'évacuation du British Expeditionary Force (BEF) de Dunkerque dans le cadre de l'opération Dynamo. Juste avant cela, le 20 mai, le Niger est bombardé et incendié au large de Gravelines. Après ses efforts au large de la côte française évacuant quelque 1 500 hommes, le Niger est en route vers Grimsby à la mi-juin pour des réparations qui durent jusqu'au 8 juillet. Le 30 juillet, le Niger entre en collision avec le chalutier M/S Laurel au large du Humber. Endommagé sur le quartier bâbord, et son matériel de démagnétisation endommagé; il retourne à Grimsby pour des réparations.
En mars 1941, le Niger fait du dragage à la recherche de mines dans la Manche avec la 1ère Flottille. En avril, il est réaffecté aux tâches d’escorte de convoi dans les approches occidentales et plus tard avec la Home Fleet, un hommage à la polyvalence de la classe. Avec le Speedwell (J87), il est envoyé en Islande pour des tâches d’escorte. Le 12 juillet, le Niger est « nécessaire pour un service spécial avec le Salamander (J86) et le Halcyon (J42) ». Il se rend à Stornoway et à Aberdeen entre le 15 et 23 juillet 1941 pour récupérer son équipement de déminage, puis sur Scapa Flow. Fin juillet, il quitte Scapa Flow pour l'Islande où il passe une partie du mois d'août à fournir une protection anti-sous-marine pour le port de Seyðisfjörður.
À la fin de septembre 1941, avec le Bramble (J11), il est prescrit pour les escortes des convois de l'arctique comme le convoi PQ 2, mais ses essais ne sont pas satisfaisants. Le 21 décembre avant qu'il ne soit déclaré apte à naviguer, trois jours plus tard, il est mis hors de l'action pendant cinq mois, à la demande du Royal Dockyard pour une enquête approfondie et des réparations. De ce fait, le Niger est prêt pour la mer au début de février 1942.
Le 14 février 1942, le Niger rejoint les 13 navires marchands qui constituent le convoi PQ 11 parti un jour plus tôt de Kirkwall. Le convoi QP 11 navigue le 28 avril avec une escorte locale comprenant le Hussar, la corvette Oxlip (K123), les destroyers Airedale (L07) et Middleton (L74) et 2 chalutiers armés, le croiseur léger Edinburgh (16) apportant un soutien étroit. Après le naufrage du Edinburgh, les Halcyon emmènent les survivants à Polyarny.
Le Niger navigue pour le Royaume-Uni avec le convoi QP 13 (35 navires), quittant Mourmansk le 27 juin en tant qu'escorte, qui par une erreur de navigation causée par le mauvais temps, s'égare dans un champ de mines allié au large de l'Islande et à 22 h 40 le 5 juillet 1942, le Niger explose et coule à la position géographique de 66° 35′ N, 23° 14′ O. Le brouillard avait réduit la visibilité à 450 mètres, mais le Hussar obtient finalement un correctif à terre et conduit les autres navires du convoi (quatre d'entre eux ont été coulés par des mines) hors du champ de mines et atteint Reykjavik le 7 juillet. Le commandant, 8 officiers et 140 hommes ont péri lorsque le Niger a coulé ; le grand nombre des victimes s’explique probablement par le fait que le navire transportait des passagers navals de retour pour le nord de la Russie.

### Honneurs de bataille
- ATLANTIC 1941-42
- ARCTIC 1942

### Participation auxconvois
Le Niger a navigué avec les convois suivants au cours de sa carrière:
1. Convoi HX 120
2. Convoi HX 124
3. Convoi HX 133
4. Convoi KS 57
5. Convoi PQ 11
6. Convoi PQ 14
7. Convoi PQ 16
8. Convoi QP 7
9. Convoi QP 8
10. Convoi QP 9
11. Convoi QP 11
12. Convoi SC 30
13. Convoi SC 36

### Commandement
- Lieutenant Commander (Lt.Cdr.) Michael Anthony Ormus Biddulph (RN) du 8 novembre 1938 au 5 octobre 1939
- Lieutenant Commander (Lt.Cdr.) (RN) Michael Joseph Toole (RN) du 5 octobre 1939 au 8 avril 1940
- Commander (Cdr.) St. John Cronyn (RN) du 8 avril 1940 au 24 septembre 1940
- Commander (Cdr.) David Hugh Harries (RAN) du 24 septembre 1940 au 19 décembre 1940
- Commander (Cdr.) Reginald Cecil Haskett-Smith (RN) du 19 décembre 1940 à avril 1941
- Lieutenant Commander (Lt.Cdr.) John Maurice Bayley (RN) d'avril 1941 au 29 décembre 1941
- Commander (Cdr.) (en retraite) Arthur Jelfs Cubison (RN) du 29 décembre 1941 au 5 juillet 1942